# Тапа (волость)
Та́па (ест. Tapa vald) — волость в Естонії, одиниця самоврядування в повіті Ляене-Вірумаа, утворена під час адміністративної реформи 2017 року шляхом добровільного об'єднання волостей Тамсалу й Тапа.

## Географічні дані
Площа волості — 479,66 км2.
На територіях, що склали новоутворене самоврядування, станом на 1 січня 2017 року сумарна чисельність населення становила 11 169 осіб. У волості Тапа мешкали 7 443 жителі, у волості Тамсалу — 3 726 осіб.

## Населені пункти
Адміністративний центр — місто Тапа, де розташовуються волосні рада та управа. Місто Тамсалу є регіональним адміністративно-сервісним центром. Також відкриті пункти надання адміністративних послуг в Ассамалла, Ваянґу, Легтсе, Мое, Поркуні та Янеда.
До складу волості входять населені пункти:
— 2 міста без статусу самоврядування (vallasisene linn): Тамсалу (Tamsalu), Тапа (Tapa);
— 2 селища (alevik): Легтсе (Lehtse), Сяезе (Sääse);
— 55 сіл (küla):
Аавере (Aavere), Алупере (Alupere), Араскі (Araski), Ассамалла (Assamalla), Вагакулму (Vahakulmu), Вадікюла (Vadiküla), Ваянґу (Vajangu), Вигмету (Võhmetu), Вигмута (Võhmuta), Вістла (Vistla), Імасту (Imastu), Йоотме (Jootme), Кадапіку (Kadapiku), Каева (Kaeva), Каркузе (Karkuse), Керґута (Kerguta), Кирвекюла (Kõrveküla), Койдукюла (Koiduküla), Коплітаґузе (Koplitaguse), Куйе (Kuie), Кулленґа (Kullenga), Курсі (Kursi), Куру (Kuru), Леммкюла (Lemmküla), Ліннапе (Linnape), Локса (Loksa), Локсу (Loksu), Локута (Lokuta), Ляпі (Läpi), Лясте (Läste), Метскаеву (Metskaevu), Мое (Moe), Найстевялья (Naistevälja), Ниммкюла (Nõmmküla), Няо (Näo), Патіка (Patika), Пидранґу (Põdrangu), Пійзупі (Piisupi), Пійлу (Piilu), Поркуні (Porkuni), Прууна (Pruuna), Рабасааре (Rabasaare), Раудла (Raudla), Ряґавере (Rägavere), Рясна (Räsna), Савалдума (Savalduma), Сайакоплі (Saiakopli), Саксі (Saksi), Саувялья (Sauvälja), Тииракирве (Tõõrakõrve), Тюрьє (Türje), Уудекюла (Uudeküla), Янеда (Jäneda), Ярвайие (Järvajõe), Ярсі (Järsi).

## Історія
29 грудня 2016 року на підставі Закону про адміністративний поділ території Естонії Уряд Республіки прийняв постанову № 171 про утворення нової адміністративної одиниці — волості Тапа — шляхом об'єднання територій сільських самоврядувань Тамсалу й Тапа. Зміни в адміністративно-територіальному устрої, відповідно до постанови, мали набрати чинності з дня оголошення результатів виборів до ради нового самоврядування. 15 жовтня 2017 року в Естонії відбулися вибори в органи місцевої влади. Утворення волості Тапа набуло чинності 21 жовтня 2017 року. Волость Тамсалу вилучена з «Переліку адміністративних одиниць на території Естонії».

## Керівництво волості
Старійшина
- 2017 — … Аларі Кірт (Alari Kirt)

Голова волосної ради
- 2017 — … Тоомас Уудеберг (Toomas Uudeberg)

## Пам'ятки природи
На території волості засновані ландшафтні заповідники: Нееруті та Кирвемаа.